# Kanton Savines-le-Lac
Kanton Savines-le-Lac (fr. Canton de Savines-le-Lac) je francouzský kanton v departementu Hautes-Alpes v regionu Provence-Alpes-Côte d'Azur. Tvoří ho šest obcí.

## Obce kantonu
- Puy-Saint-Eusèbe
- Puy-Sanières
- Réallon
- Saint-Apollinaire
- Le Sauze-du-Lac
- Savines-le-Lac